# Přestavlky (district de Přerov)
Pour les articles homonymes, voir Přestavlky.
Přestavlky (en allemand : Pschestawilk) est une commune du district de Přerov, dans la région d'Olomouc, en République tchèque. Sa population s'élevait à 276 habitants en 2020.

## Géographie
Přestavlky se trouve à 8 km au sud-sud-est de Přerov, à 29 km au sud-est d'Olomouc et à 232 km à l'est-sud-est de Prague.
La commune est limitée par Dobrčice au nord, par Stará Ves à l'est et au sud, et par Říkovice et Horní Moštěnice à l'ouest.

## Histoire
La première mention écrite de la localité date de 1275.

## Transports
Par la route, Přestavlky se trouve à 9 km de Přerov, à 33 km d'Olomouc et à 283 km de Prague.